# Stephanie Parker
Stephanie Parker (Brighton, 29 de março de 1987 – Pontypridd, 18 de abril de 2009) foi uma atriz inglesa.